# Fonofobia
A Fonofobia é o medo antecipatório de sons. A fonofobia é uma resposta emocional, como ansiedade e evitação de sons, devido ao "medo" de que sons possam ocorrer e/ou causar o agravamento de uma comorbidade ou que o próprio som resulte em desconforto ou dor.
Ligirofóbicos podem ter medo de dispositivos que podem emitir sons altos de repente, como alto-falantes de computador ou alarmes de incêndio.  Ao operar um dispositivo como um sistema de home theater, computador, televisão ou CD player, eles podem querer diminuir o volume completamente antes de fazer qualquer coisa que possa fazer com que os alto-falantes emitam som, de modo que, uma vez que o comando para produzir  som é dado, o usuário pode aumentar o volume dos alto-falantes para um nível de audição confortável.  Eles podem evitar desfiles e carnavais.[carece de fontes?]
- Este artigo foi inicialmente traduzido, total ou parcialmente, do artigo da Wikipédia em inglês cujo título é «Phonophobia».